# Rafael Anson Oliart
Rafael Anson Oliart   (Sant Sebastià, 12 de setembre de 1935), és un empresari espanyol especialitzat en imatge i comunicació. És germà de Luis María Anson Oliart.

## Biografia
Germà del periodista Luis María Anson i de l'escriptor Francisco Anson Oliart. També va tenir una germana gran, Maria Clotilde, morta el 1994.
Doctor en Dret, va ingressar per oposició al Cos de Tècnics d'Informació i Turisme. La seva presència a l'Administració espanyola durant la dècada dels anys seixanta va portar a ser un dels impulsors dels denominats Plans de desenvolupament.
Fou president del Centre d'Investigacions Sociològiques durant un breu període entre el juliol de 1973 i el febrer de 1974. Posteriorment seria nomenat director de l'Institut d'Opinió Pública i el 23 de juliol de 1976 va ser nomenat director general de Radiotelevisió Espanyola, càrrec en el qual romangué fins a novembre de 1977. Durant aquesta etapa va propiciar l'obertura del medi als nous temps democràtics marcats pels esdeveniments de la  Transició i en aquest sentit propugnà una absoluta remodelació dels Telediarios.
Al febrer de 1978 passa a exercir la Presidència de la Coordinadora d'associacions professionals de la Comunicació Social. Posteriorment col·laborà estretament, com a assessor, amb el President del Govern, Adolfo Suárez.
Durant els anys 80 va presidir la Fundación de Estudios Sociológicos.
És president de l'Acadèmia Espanyola de Gastronomia.
El 2005 va impulsar, al costat del seu germà Luis Maria, el llançament del diari gratuït Ahora.
Des de novembre de 2010 és membre del Consell d'Honor de l'Escola Internacional de Cuina de Valladolid.
També és Diplomat a l'Escola Nacional d'Administració Francesa (ENA), periodista i psicòleg.